# Iris Apfel
Iris Apfel, nota anche con lo pseudonimo di Pasto (nata Iris Barrel; Queens, 29 agosto 1921 – Palm Beach, 1º marzo 2024), è stata un'imprenditrice e interior designer statunitense riconosciuta dalle cronache specializzate come icona di stile.

## Biografia
È nata ad Astoria, quartiere di New York, unica figlia di Samuel Barrel (1897-1967), la cui famiglia possedeva un'azienda di vetri e specchi, e sua moglie di origini russe, Sadye Barrel (nata Asofsky) (1898-1998), proprietaria di una boutique di moda. Entrambi i genitori erano ebrei.. Cresciuta in una fattoria coi genitori ed i nonni, spesso prende la metropolitana per esplorare Manhattan, dove si innamora del quartiere del Greenwich Village. Poco più che bambina, inizia a fare acquisti nei negozi di antiquariato della zona, dando così il via alla sua straordinaria collezione di gioielli da tutto il mondo.
Sono proprio i genitori a spingerla agli studi universitari e a insegnarle ad ascoltare istinto e curiosità.
Dopo aver studiato storia all'Università di New York, e aver frequentato l'accademia d'arte presso l'Università del Wisconsin-Madison, ha iniziato a lavorare collaborando con la rivista Women's Wear Daily, considerata "la Bibbia della moda", lavorando anche come collaboratrice dell'illustratore Robert Goodman. Fin da subito Iris si contraddistingue nel jetset per le sue scelte originali e stravaganti che le permettono di essere incoronata fashion Icon. Il suo motto è "More is More & Less is a Bore", anticipa le tendenze e non passa mai inosservata, sdoganando un eccesso sempre di classe e mai pacchiano. Con il passare del tempo e delle sue apparizioni mondane maxi collane e bracciali importanti dal sapore etnico sono diventati suoi segni distintivi, insieme agli ormai iconici occhiali da sole rotondi ed esageratamente grandi. In un'intervista al Guardian ha dichiarato di non essere mai stata una fan di Coco Chanel.
Il 22 febbraio 1948 ha sposato Carl Apfel (4 agosto 1914-1º agosto 2015), con il quale ha avviato anche un sodalizio artistico e lavorativo avviando la loro industria tessile, la Old Wild Weavers, avviata nel 1950 e chiusa nel 1992, anno del loro ritiro dall'attività lavorativa. Nel frattempo ha lavorato anche come interior designer e disegnatrice di tessuti, progettando gli interni anche per la Casa Bianca, in particolar modo durante le presidenze di Truman, Eisenhower, Kennedy, Johnson, Nixon, Ford, Carter, Reagan e Clinton. Il successo della coppia non conosce confini e non si limita all'ambiente presidenziale, cureranno anche le scelte di stile degli architetti delle star, come ad esempio l'architetto di Greta Garbo, Estée Lauder e Montgomery Clift. Iris è sempre stata appassionata di arte oltre che di moda, e ha collezionato oggetti e accessori fashion provenienti da tutto il mondo, talvolta scovati nei mercatini dell'usato in giro per l'Italia e l'Europa.
È rimasta vedova il 1º agosto 2015, dopo 67 anni di matrimonio. La Apfel si dichiara ancora molto innamorata, ne condivide i ricordi sui social e ha dedicato proprio a lui, che l'ha spinta sotto i riflettori, la sua autobiografia. Durante la sua carriera è stata considerata dalla stampa statunitense un'icona della moda; nel 2005, The Costume Institute ha organizzato una mostra dedicata ai suoi look intitolata Rara Avis: The Irriverent Iris Apfel, presentata al Metropolitan Museum of Art di New York e poi diventata itinerante e proposta anche al Norton Museum Art di West Palm Beach, al Nassau County Museum of Art sempre a New York e al Peaboy Essex Museum di Salem (Massachusetts). Albert Maysles ha realizzato un documentario dedicato alla sua vita dal titolo Iris, presentato al New York Film Festival nel 2014 ma distribuito l'anno successivo dalla Magnolia Pictures. Le è stata dedicata anche una Barbie.
Apfel ha anche ottenuto una cattedra all'università di Austin, in Texas, dove per anni ha insegnato moda.
Ormai ultracentenaria, continua a frequentare gli eventi dedicati al mondo della moda e a far discutere per i suoi look e la sua forma fisica sorprendente in relazione alla sua età. Nel 2016 è divenuta nota al grande pubblico su scala internazionale per lo spot dell'automobile DS3, della casa automobilistica francese DS Automobiles, che la vede protagonista. Iris Apfel è diventata anche un'icona di pensiero, nota per il suo anticonformismo, la sua intelligenza e la sua voce sempre fuori dal coro. Iris Apfel ha pubblicato un'autobiografia nel 2019 dal titolo: “Icona per caso. Riflessioni di una star della terza età”, diventata subito un best seller internazionale grazie alla sua spiccata vena ironica e leggera, tradottissimo e letta da donne e uomini di ogni generazione. È del primo febbraio 2019 l'annuncio della sua firma con la nota agenzia di modelle americana IMG Models per curare la sua immagine e le future apparizioni come testimonial e modella. Molto attiva, nonostante l'età, anche sui social network, ha gestito, fino alla morte, un profilo Twitter, una pagina Facebook e un account Instagram seguito da oltre 3.000.000 di utenti. Il 29 agosto 2021 festeggia 100 anni, diventando la prima, e unica, modella e influencer ancora in attività a quell'età. Muore a Palm Beach, in Florida, il 1º marzo 2024, all'età di 102 anni.